# Liste der Kulturdenkmäler in Niederschlettenbach
In der Liste der Kulturdenkmäler in Niederschlettenbach sind alle Kulturdenkmäler der rheinland-pfälzischen Ortsgemeinde Niederschlettenbach aufgeführt. Grundlage ist die Denkmalliste des Landes Rheinland-Pfalz (Stand: 31. August 2023).

## Einzeldenkmäler
| Bezeichnung                            | Lage                                                               | Baujahr                            | Beschreibung | Bild                           |
| -------------------------------------- | ------------------------------------------------------------------ | ---------------------------------- | --- | ------------------------------ |
| Kriegerdenkmal                         | Hauptstraße, Ecke Weißenburger Straße Lage                         | 18. Jahrhundert                    | Wegekreuz, Rotsandstein, 18. Jahrhundert, umgewidmet zum Kriegerdenkmal | weitere Bilder Fotos hochladen |
| Wohnhaus                               | Hauptstraße 16 Lage                                                | 18. Jahrhundert                    | Walmdachbau, 18. Jahrhundert, Hofeinfahrt mit Sandsteintorpfosten | weitere Bilder Fotos hochladen |
| Wohnhaus                               | Hauptstraße 24 Lage                                                | 1719                               | Fachwerkhaus, teilweise massiv, bezeichnet 1719 | weitere Bilder Fotos hochladen |
| Katholische Pfarrkirche St. Laurentius | Kirchstraße 10 Lage                                                | um 1220                            | Chor um 1220, Turm aus dem 15. Jahrhundert, einbezogen in den Neubau von 1952; barocker Kreuzsockel, bezeichnet 1756                                                              | weitere Bilder Fotos hochladen |
| Wegekreuz                              | südlich des Ortes am Weg nach Bobenthal; Distrikt Grabenhalde Lage | 1804                               | Wegekreuz, Schaftkreuz, bezeichnet 1804 | BW                             |
| Forstamt Erzgrube                      | westlich des Ortes an der L 478 Lage                               | 19. Jahrhundert                    | ehemaliges Forstamt Erzgrube; Quereinhaus; Krüppelwalmdachbau, 19. Jahrhundert, rückwärtig Nebengebäude; in der straßenseitigen Gartenstützmauer Stollenmundloch, bezeichnet 1835 | weitere Bilder Fotos hochladen |
| Kapelle St. Anna                       | westlich des Ortes an der L 478 Lage                               | zweite Hälfte des 15. Jahrhunderts | spätgotischer Saalbau, Chor mit angebauter Sakristei, zweite Hälfte des 15. Jahrhunderts                                                                                          | weitere Bilder Fotos hochladen |